# 斯凱海冰原島峰

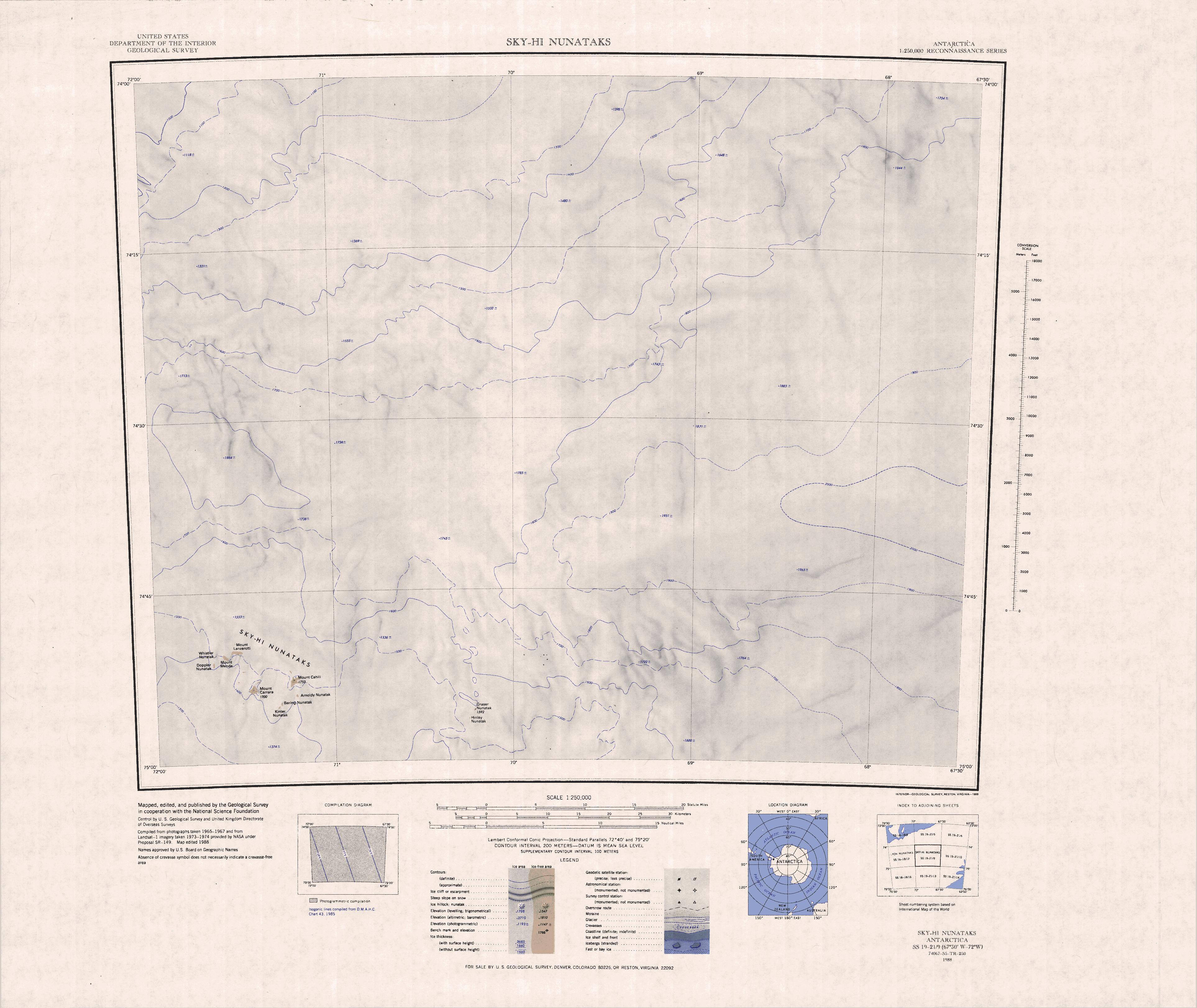

斯凱海冰原島峰（英語：Sky-Hi Nunataks）是南極洲的冰原島峰，位於帕爾默地，長15公里，處於格羅斯曼冰原島峰以東20公里和梅里克山脈東北面，從西面的多普勒冰原島峰延伸至東面的阿諾爾迪冰原島峰，其中包括門德山、蘭澤羅蒂山、卡拉拉山和卡希爾山，由美國探險隊發現和拍攝空中照片，現時由南極條約體系管理。

## 历史
这些冰原孤岭最初是在1947-48年的Ronne南极研究队（RARE）的航空考察中首次被发现并拍摄的。
其名称来源于美国南极研究计划（USARP）的Sky-Hi项目。在这个项目中，Sky-Hi营地（后来被指定为Eights站）于1961年11月在埃尔斯沃思地区建立，作为一个共轭点站，进行地球磁场和电离层的同时测量。Sky-Hi在北半球的共轭点位于加拿大的劳伦蒂德野生动物保护区。
这些冰原孤岭是由美国地质调查局（USGS）通过地面调查以及美国海军在1965-67年拍摄的航空照片和1973-74年拍摄的美国Landsat影像详细地绘制出来的。
74°52′S 71°30′W / 74.867°S 71.500°W